# Fjärrstyrd vapenstation
- Övre vänster: Amerikansk M153 vapenstation, beväpnad med en 12,7 mm M2 Browning tungkulspruta.
- Övre höger: Vapenstationsskytten hos en Stryker pansarterrängbil. Notera stationens termiska fjärroptik på skyttens skärm.
- Undre vänster: Amerikansk M101 vapenstation, beväpnad med en 7,62 mm M240 lätt kulspruta.
- Undre höger: Boeing AH-64 Apache attackhelikopter med hjälmsikte för sin 30 mm M230 vapenstation.

Fjärrstyrd vapenstation, militärförkortning: VS (engelska: remote controlled weapon station, kort RCWS, eller bara remote weapon station, kort RWS), är vapensystem med egen riktningsförmåga som kontrolleras genom fjärrstyrning i syfte att tillåta riktning från bakom skydd. Sådana system används främst som närskydd, beväpnade med olika typer av eldvapen och sensorer, men även rökkastare, och kan fästas på olika militärplattformar, exempelvis markstridsfordon eller sjö- och luftbaserade stridsplattformar.
Olika varianter av riktsystem förekommer, såsom fjärroptik (kameror, periskop), vilket tillåter användaren att rikta vapnet optiskt från vapenstationens synpunkt. Andra system riktas genom eldledningssystem kopplat till ett riktmedel hos skytten, såsom ett hjälmsikte eller rörligt hårkors på en siktlinjesindikator, med flera.

## Vapenstationer i Sveriges försvarsmakt
- VS90 (vapenstation 90) – Bofors Lemur,[1] avsedd för:
  - Stridsfordon 9040 (förberedd installation)
  - Bärgningsbandvagn 90D

- VS01 (vapenstation 01) – Kongsberg Protector Nordic,[2] avsedd för:
  - Artillerisystem 08 Archer pjässystem
  - Bärgningsbandvagn 120
  - Pansarterrängbil 360
  - Terrängbil 16

- VS02 (vapenstation 02) – Saab Trackfire,[3] avsedd för:
  - Stridsbåt 90HSM

## Vapenstationer i USAs försvarsmakt
- CROWS I (Common Remotely Operated Weapon Station I)
  - M101 – Recon Optical RAVEN R-400
- CROWS II (Common Remotely Operated Weapon Station II)
  - M151 – Kongsberg Protector RS4
  - M153 CROWS-J (CROWS Javelin) – M153 med FGM-148 Javelin lavett
  - M151A1 – Kongsberg Protector RS4
  - M151A2 – Kongsberg Protector RS4
  - M153A2E1 CROWS-LP (CROWS Low Profile) – Kongsberg Protector RS4 low profile
  - MK50 GWS (Gun Weapon System) – Kongsberg Protector RS4 naval (marin M153)
- CROWS III (Common Remotely Operated Weapon Station III)
  - XM914 – Kongsberg Protector RS6